# Мемориал памяти героев и жертв Первой мировой войны
Мемориальный комплекс памяти героев и жертв Первой мировой войны — первый и крупнейший в Беларуси мемориал, посвящённый Первой мировой войне, в частности — обороне Сморгони. Расположен в Сморгони по адресу улица Каминского, 69.
Идея возведения мемориала возникла в 2006 году, когда с подобной инициативой выступил Сморгонский районный исполнительный комитет. Планы местных властей поддержали Гродненский областной исполнительный комитет и министерство культуры Республики Беларусь. В мае 2013 года президент Александр Лукашенко подписал распоряжение о проведении мероприятий, приуроченных к 100-летию начала Первой мировой войны. В конкурсе проектов мемориального комплекса приняли участие девять творческих коллективов. Победила команда скульпторов под руководством Анатолия Артимовича. Монтировали памятник сотрудники скульптурного комбината Белорусского союза художников вместе с местным строительно-монтажным трестом №41.
Открытие состоялось 1 августа 2014 года. Мероприятие было приурочено к 100-летней годовщине вступления Российской империи в Первую мировую войну. В торжественной церемонии открытия приняли участие министр культуры страны Борис Светлов, госсекретарь Союзного государства Григорий Рапота, руководство областной администрации, представители дипломатических миссий Китая, России, Великобритании, представители Русской православной церкви и Костёла Святого Симеона и Святой Елены в Минске.
Занимает площадь 12 гектаров и состоит из трёх скульптурных композиций: «Беженцы», «Солдаты Первой мировой войны», «Крылатый гений солдатской славы». На территории проложены дорожки, построена каплица, а также установлен «Камень памяти» с текстовым обращением к потомкам. Вход в мемориальный комплекс обозначен Георгиевским крестом.